# Justice Smith
Pour les articles homonymes, voir Smith.
Justice Smith, né le 9 août 1995 à Los Angeles (Californie, États-Unis), est un acteur américain.
Il se fait connaître grâce au film Pokémon : Détective Pikachu et à la série The Get Down (2016).

## Biographie

### Jeunesse et formation
Justice Smith est né le 9 août 1995 à Los Angeles, d'un père Afro-Américain et d'une mère d'origine italienne et franco-canadienne,.
En 2013, il obtient un diplôme à Orange County School of the Arts et a joué dans des productions autour d'Orange County[réf. nécessaire].

### Carrière
En 2014, Justice Smith apparaît dans la série Les Thunderman de Nickelodeon en tant que Tyler lors de deux épisodes. Il apparaît également dans les séries documentaires Masterclass et VlogBrothers d'HBO. 
En 2015, il joue le rôle de Marcus « Radar » Lincoln, aux côtés de Nat Wolff et Cara Delevingne, dans le film La Face cachée de Margo (Paper Towns) de Jake Schreier (2015), produit par 20th Century Fox,,.
En 2016, il joue le rôle d'Ezekiel Figuero dans la série musicale The Get Down, diffusée le 12 août 2016 sur la plateforme de Netflix. La même année, il annonce tenir un rôle dans le film Jurassic World: Fallen Kingdom.
En 2019, il tient le rôle de Theodore Finch dans l’adaptation du roman Tous nos jours parfaits (All the Bright Places) de Brett Haley, ainsi que le rôle de Tim Goodman dans le film Pokémon : Détective Pikachu de Rob Letterman.

### Vie privée
En juin 2020, Justice Smith fait son coming out sur les réseaux sociaux en présentant son petit ami Nicholas Ashe, avec lequel il participe aux manifestations dans le cadre des manifestations Black Lives Matter,.

## Filmographie

### Cinéma

#### Longs métrages
- 2012 : Trigger Finger de Kerem Sanga : un écolier
- 2015 : La Face Cachée de Margo (Paper Towns) de Jake Schreier : Marcus « Radar » Lincoln
- 2018 : Every Day de Michael Sucsy : Justin / A
- 2018 : Jurassic World: Fallen Kingdom de Juan Antonio Bayona : Franklin Webb
- 2019 : Pokémon : Détective Pikachu de Rob Letterman : Tim Goodman
- 2020 : Tous nos jours parfaits (All the Bright Places) de Brett Haley : Theodore Finch
- 2021 : The Voyeurs de Michael Mohan : Thomas
- 2022 : Jurassic World : Le Monde d'après (Jurassic World: Dominion) de Colin Trevorrow : Franklin Webb
- 2023 : Sharper : Tom
- 2023 : Donjons et Dragons : L'Honneur des voleurs (Dungeons & Dragons: Honor Among Thieves) de Jonathan Goldstein et John Francis Daley : Simon Aumar, le sorcier
- 2024 : I Saw the TV Glow de Jane Schoenbrun : Owen
- 2024 : The American Society of Magical Negroes de Kobi Libii :
- 2025 : Insaisissables 3 (Now You See Me 3) de Ruben Fleischer

#### Courts métrages
- 2016 : An Exploration in Blue d’Alexanna Brier : Theo
- 2019 : Benny Blanco & Juice WRLD: Graduation de Jake Schreier : Jackson
- 2020 : Query de Sophie Kargman : Jay

### Télévision

#### Séries télévisées
- 2014 : Miss Guidance : un aspirant d’Harry Potter (saison 1, épisode 8 : Hopeful: Part 2)
- 2014 : Masterclass : lui-même
- 2014-2015 : Les Thunderman (The Thundermans) : Angus (2 épisodes)
- 2016-2017 : The Get Down : Ezekiel « Zeke » Figuero (11 épisodes)
- 2019 : Drunk History : Ptolémée XIII (saison 6, épisode 16 : Bad Blood)
- 2021 : Generation : Chester (16 épisodes)

### Jeux vidéo
- 2022 : The Quarry : Ryan Erzahler (voix et modèle)